# Souaibou Marou
Souaibou Marou (ur. 3 grudnia 2000 w Garoua) – kameruński piłkarz występujący na pozycji napastnika w Orlando Pirates. 

## Kariera klubowa
Swoją karierę rozpoczął w zespole Coton Sport FC de Garoua, z którym zdobył trzykrotnie mistrzostwo Kamerunu (2018, 2021, 2022). W styczniu 2023 przeszedł do południowoafrykańskiego Orlando Pirates. W Premier Soccer League zadebiutował 17 lutego 2023 w wygranym 2:1 meczu z Maritzburg United FC. W sezonie 2022/2023 wywalczył z klubem wicemistrzostwo Południowej Afryki, a także zwyciężył z nim w rozgrywkach Pucharu Południowej Afryki.

## Kariera reprezentacyjna
W reprezentacji Kamerunu zadebiutował 28 sierpnia 2022 w przegranym 0:1 meczu kw. do Mistrzostw Narodów Afryki 2022 z Gwineą Równikową, a 4 września 2022 w wygranym 2:0 pojedynku rewanżowym z tym rywalem strzelił swojego pierwszego gola w kadrze.
W 2022 został powołany do kadry na mistrzostwa świata, nie zagrał jednak na nich w żadnym meczu, a Kamerun zakończył turniej na fazie grupowej.